# Новодеревянковское сельское поселение
Новодеревянковское сельское поселение — муниципальное образование в Каневском районе Краснодарского края России. 
В рамках административно-территориального устройства Краснодарского края ему соответствует Новодеревянковский сельский округ.
Административный центр — станица Новодеревянковская.

## Население
| 2010  | 2012  | 2013  | 2014  | 2015  | 2016  | 2017  |
| ----- | ----- | ----- | ----- | ----- | ----- | ----- |
| 7781  | ↘7774 | ↗7787 | ↗7811 | ↗7825 | ↗7884 | ↗7961 |
| 2018  | 2019  | 2020  | 2021  | 2023  |       |       |
| ↘7882 | ↗7910 | ↘7875 | ↘7669 | ↘7553 |       |       |

## Населённые пункты
В состав сельского поселения (сельского округа) входят 6 населённых пунктов:
| № | Населённый пункт   | Тип населённого пункта | Население (чел.) |
| - | ------------------ | ---------------------- | ---------------- |
| 1 | Албаши             | хутор                  | ↘469             |
| 2 | Вольный            | хутор                  | ↗36              |
| 3 | Ленинский          | хутор                  | ↘123             |
| 4 | Новодеревянковская | станица                | ↗6899            |
| 5 | Приютный           | хутор                  | ↘171             |
| 6 | Раздольный         | хутор                  | ↘187             |

К 1926 году в Ново-Деревянкин сельсовет Старо-Минского района Донского округа Северо-Кавказского края входили:
1. Благодарный, хутор
2. Братский, хутор
3. Валиховского, товарищество
4. Верескуна, хутор
5. Вольный, хутор
6. Животноводство, товарищество
7. Калинин, хутор
8. Красный Казак, артель
9. Куплеватый, хутор
10. Ленин, хутор
11. Многопольн. I гр. т-ва
12. Многопольн. II гр. т-ва
13. Многопольн. III гр. т-ва
14. Новодеревянкинская, станица
15. Отдельные хутора
16. Приютный, хутор
17. Сады, хутор
18. Свободинский, хутор
19. Страшева, хутор
20. Ткаченко-Набок., хутор
21. Широкий, хутор